# Taylor Treadwell
Taylor Treadwell (née le 25 mai 1981 à Memphis dans le Tennessee), est une actrice américaine. 

## Filmographie
- 2006 : A Question of Time : Danielle
- 2006 : Le diable s'habille en Prada (The Devil Wears Prada)
- 2009 : My Date : April
- 2010 : Night and Day
- 2011 : Hall Pass : Emma
- 2011 : Homeland (série TV) : Annabel
- 2014 : The Vampire Diaries : Mia
- 2014 : Scandal (série TV) : Reporter
- 2015 : It's Always Sunny in Philadelphia
- 2016 : Even After Everything : Josie
- 2017 : Bastards : Kelly